# Antonio Arrúe
Antonio Arrúe Zarauz (Asteasu, 26 de marzo de 1903-San Sebastián, 16 de noviembre de 1976) fue un político y lingüista español.

## Biografía
Licenciado en Derecho, fue durante años Jefe Regional de la Comunión Tradicionalista de Guipúzcoa y miembro de su Junta Nacional.
Fue miembro de número de la Real Academia de la Lengua Vasca y como abogado trabajó incansablemente en la renovación de su normativa. Fue también asesor jurídico de varios ayuntamientos y empresas particulares.
Durante la Segunda República pronunció mítines y conferencias contra el régimen. Como el resto de los carlistas, apoyó el alzamiento del 18 de julio y tras la ocupación de San Sebastián por las tropas navarras, formó parte de la Junta Carlista de Guerra de Guipúzcoa. Posteriormente se opuso al Decreto de Unificación de Franco para unir la Comunión Tradicionalista con la Falange.
Publicó diversas obras y pronunció conferencias en castellano y vascuence e introdujo la lengua vasca en las instituciones. Junto con Ángel Irigaray y Luis Michelena, dirigió la revista Egan de la Real Sociedad Bascongada de Amigos del País, y publicó numerosos artículos en revistas vascas de la época. Escribió el libro Jan-edanak, que incluía artículos de cocina.
Fue uno de los fundadores del Seminario de Filología Vasca Julio Urquijo, nombrado en honor del también carlista Julio de Urquijo. También fue miembro de la comisión del Patronato de la Facultad de Derecho de San Sebastián, del Grupo Doctor Camino de Historia Donostiarra y del Grupo cultural Vicente Manterola.
En 1967 fue elegido procurador en Cortes por representación del tercio familiar de Guipúzcoa. Residió en San Sebastián, en la calle Garibay, 13.

## Obras
- Memoria de Zumalacárregui (1960), junto con Francisco Elias de Tejada y Melchor Ferrer
- San Sebastian y la Real Compañía Guipuzcoana de Caracas (1965)
- Cuatro poetas vascos actuales (1963)
- El bertsolari Bordel en el castillo donostiarra. 1823 (1971)
- Jan-edanak (1979)